# Mateba 2006М
Mateba 2006М — італійський револьвер, виробляється компанією Macchine Termo Balistiche (Mateba).

## Конструкція
Mateba 2006M має сталевий корпус і дерев'яну рукоятку чотирьох видів (маленька, середня, велика і ергономічна), рамка ствола — алюмінієва. Револьвер розроблений на основі Mateba MTR-8.
Характерною особливістю револьвера є стрільба з нижньої, а не верхньої камори барабану. Mateba 2006M має можливість заміни ствола, всього в каталозі виробника 8 різних стволів довжиною від 2 до 6 дюймів.

## Тактико-технічна характеристика
- Тип — револьвер
- Патрон — .357 Magnun, .38 Special
- Ємність барабану — 6 патронів
- Маса — 990 г (з 2-дюймовим стволом і легкою рукояткою), 1070 г (з 4-дюймовим стволом і середньою рукояткою), 1150 г (з 6-дюймовим стволом і важкою рукояткою)
- Довжина ствола — 51, 64, 78, 89, 102, 115, 127 або 153 мм

## В культурі

### Аніме
- Ghost in the Shell — використовує поліцейський Тоґуса.

### Комп'ютерні ігри
- Payday 2 — в грі називається Matever .357. Револьвер доступний для гравців, які купили DLC The Alesso Heist в Steam.